# Brachythecium rivulare
Espèce
Synonymes
- Brachythecium glaucoviride Müll. Hal.[1]
- Brachythecium permolle Müll. Hal.[1]
- Brachythecium rivulare var. cataractarum Saut.[2] [1]
- Brachythecium rivulare var. lamoillense Grout[2]
- Brachythecium rivulare var. laxum Grout[2]
- Brachythecium rivulare var. noveboracense (Grout) Robins[2]
- Bryhnia kawaguchii (S. Okamura) Sakurai[1]
- Calliergon kawaguchii S. Okamura[1]
- Hypnum denutatum Turner[1]

Brachythecium rivulare (River Feather-moss pour les anglophones) est une espèce de mousses (Bryophytes) appartenant au genre Brachythecium de la famille des Brachytheciaceae, classée dans l'ordre des Hypnales. Cette espèce supporte l'immersion et est souvent considérée comme aquatique bien que pouvant aussi vivre hors de l'eau. C'est l'une des nombreuses espèces qui peut abriter des tardigrades.

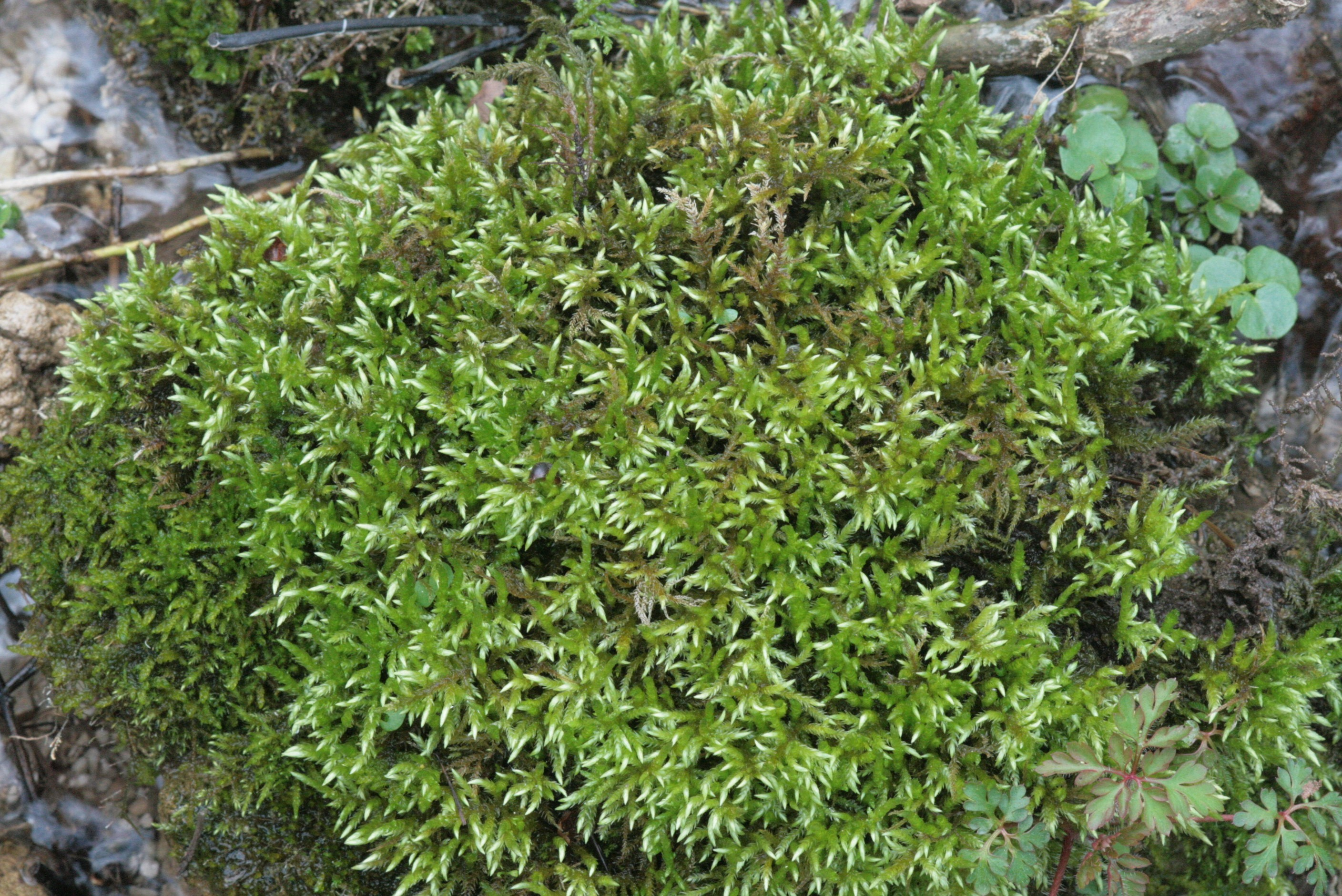
exemple de forme terrestre

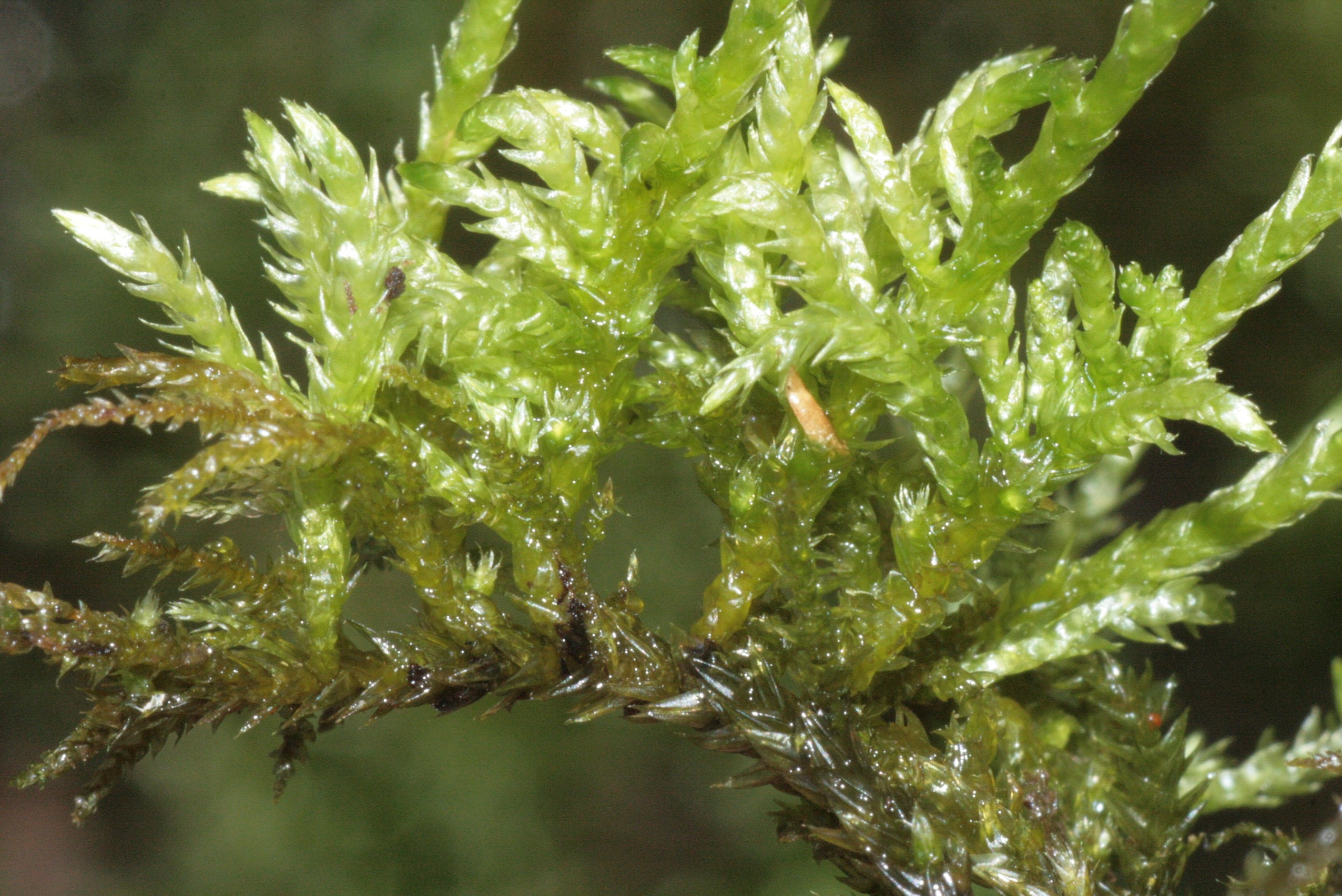
détail, forme terrestre

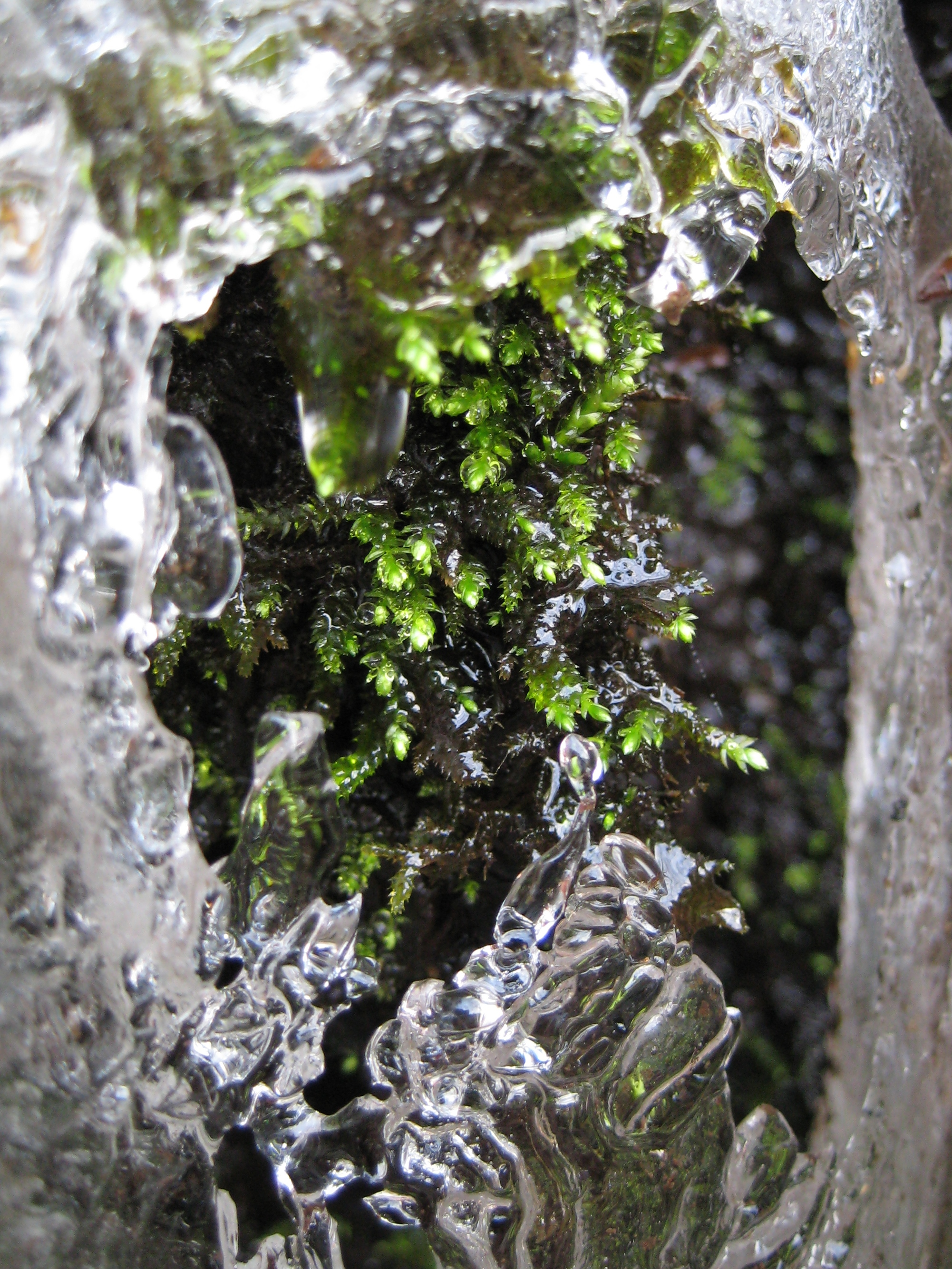
...en hiver sous la glace

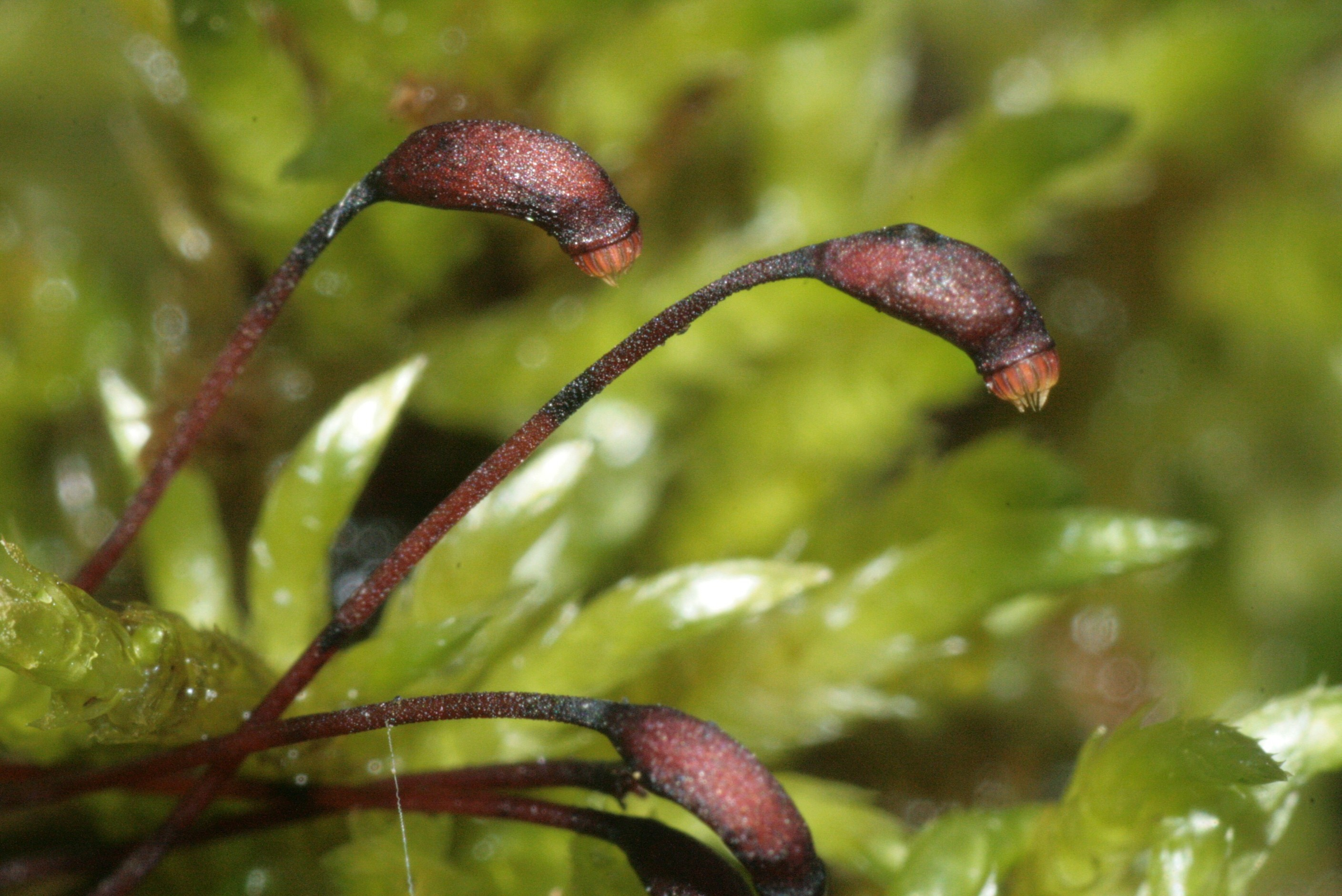
Fructification

Elle est assez répandue dans l'hémisphère nord surtout dans les environnements humides (voire immergés) et calcaires (bien que certaines populations de cette mousse aient été trouvées dans des zones non calcaires). Elle est absente d'une grande partie de l'hémisphère sud et rare là où elle est présente.
Dans certains contextes (sources pétrifiantes, suintement sur roche, cascades d'eau riches en calcium et gaz carbonique dissous, bord de rivières) cette hygrophyte a la particularité d'être impliquée dans des phénomènes de pétrification assez rapide (formation de roches de type tufs et travertins via un processus dit de biolithogenèse,). On la trouve aussi dans les milieux ombragés et humides, sur le sol et les racines d'arbres en milieu forestier et dans les prairies humides.

## Risques de confusion
Elle ne doit pas être confondue avec Brachythecium rutabulum génétiquement et physiquement proche mais dont elle se différencie par quelques détails (type de croissance, adaptation aux milieux pétrifiants, forme des feuilles légèrement différente (bords incurvés vers l'extérieur, alors que rutabulum Brachythecium a des feuilles dont les bords sont incurvés vers l'intérieur.

## Services écosystémiques
Sur le sol, cette espèce, comme toutes les mousses contribue à protéger les sols de l'humidité, de la dessiccation et de l'érosion. 
Localement Brachythecium rivulare joue un rôle géologique très particulier en contribuant aux puits de carbone via la formation de travertins ou équivalents de stromatolithes modernes constitués d'encroutements de carbonates cristallisants sur les mousses aspergées d'eau minéralisées sur les sources et cascades dites « pétrifiantes »,,. Ces mousses contribuent à la formation d'un habitat spécifique dit « Cratoneurion » (qui peut être en Europe protégé au titre de la Directive habitats ou du Réseau Natura 2000).

## Identification
Cette espèce présente des tiges plutôt rampantes ou légèrement érigées, de manière apparemment plus erratique durant le phénomène de pétrification (comme chez d'autres espèces de mousse, la forme de croissance peut varier selon le type d'habitat (selon la disponibilité en lumière, humidité, nutriments) ; 
Les feuilles sont généralement plutôt triangulaires et allongées. 

## Habitats et occurrence
Cette espèce est habituellement trouvée sur des sols riches en éléments nutritifs et fait partie de celles qui supportent un substrat périodiquement inondé ou sur lesquels l'eau ruisselle ou éclabousse en permanence. 

## Diversité génétique
Une évaluation de la diversité génétique et une étude de la structuration génétique des populations de Brachythecium rivulare conduite dans une réserve naturelle chinoise (réserve naturelle de Foping en Chine) a révélé (à partir de 60 échantillons prélevés dans cinq populations le long d'un gradient d'élévation) « un niveau élevé de variation génétique » avec un indice de Shannon variant de 0,3011 à 0,3582. Lors de cette étude l'analyse de la variance moléculaire a également montré qu'une grande partie de la variation génétique (91,20 % de) était interpopulationnelle alors qu'une faible diversité (8,80 % en moyenne) caractérisait chaque population. 
De manière intéressante, mais non expliquée, cette étude a aussi montré qu'il n'y avait pas de corrélation significative entre la distance génétique et le gradient élévation parmi les cinq populations étudiées.

## Bioindication
Elles sont dans certains contextes bio-indicatrices de phénomènes de pétrification (impliquées dans les processus de pétrification notamment).
Des comparaisons avec d'autres bryophytes aquatiques (à partir d'échantillons prélevés sur 170 sites dans 32 rivières de Galice en Espagne) ont montré que les mousses immergées pouvaient présenter des taux de chlorophylle plus élevés que chez certains bryophytes terrestres, et que cette espèce supporte mieux la pollution par les métaux que Scapania undulata et moins que Fontinalis antipyretica. Selon les auteurs, l'évaluation du ratio de pigments à l'intérieur d'un bryophyte aquatique pourrait présenter un intérêt pour la bioindication de la qualité de l'eau.
Des études de vulnérabilité à la pollution ont été faites sur la base de l'observation de transplantation de différents bryophytes aquatiques (dont Brachythecium rivulare) d'un milieu non pollué à un milieu pollué ; elles ont notamment montré que les phaeopigments sont les plus vulnérables à la pollution organique de l'eau.
Selon Haury & al (1993), dans les régions industrialisées et d'agriculture intensive les bryophytes aquatiques présentent certaines limites en termes de bioindication. 
Cette espèce peut - dans une certaine mesure - bioaccumuler certains métaux toxiques, dont de l'uranium (qui est parfois naturellement retrouvé dans certaines sources). Elle a été proposée comme bioindicateur pour le suivi de cours d'eau pollué, dont au Royaume-Uni, mais elle disparait dans les rivières très polluées.

## Au microscope

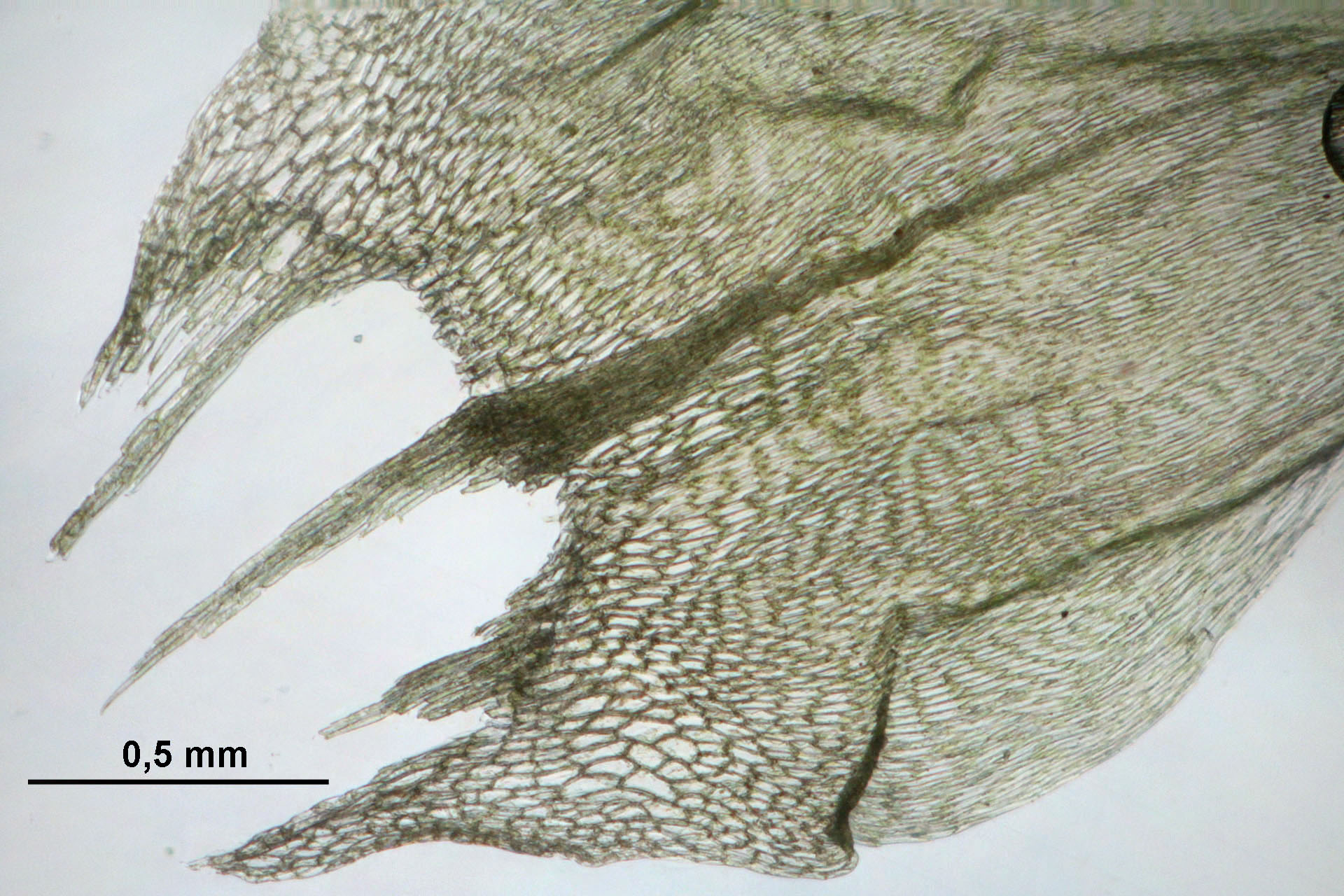
Base de la feuille
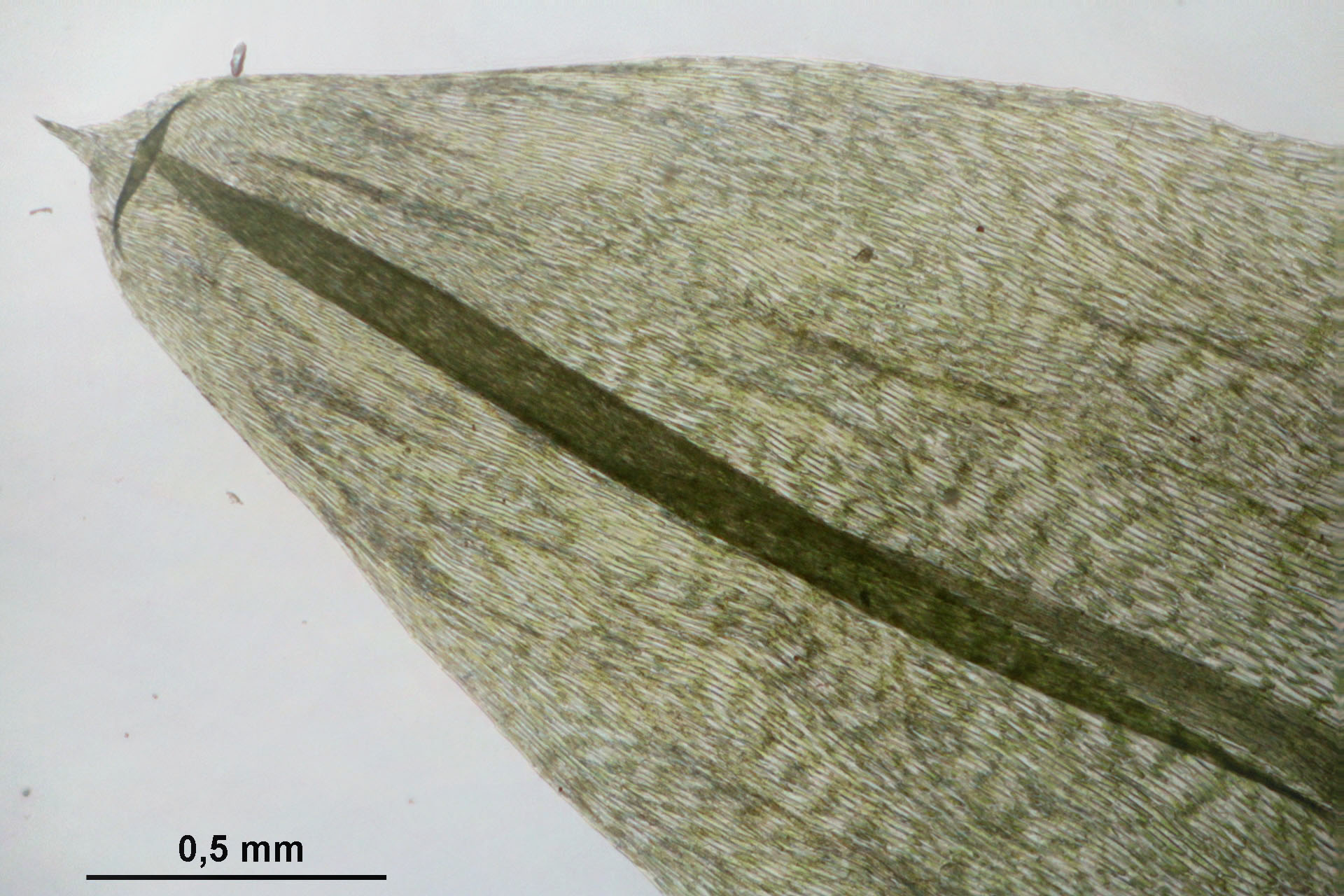
Pointe de la feuille
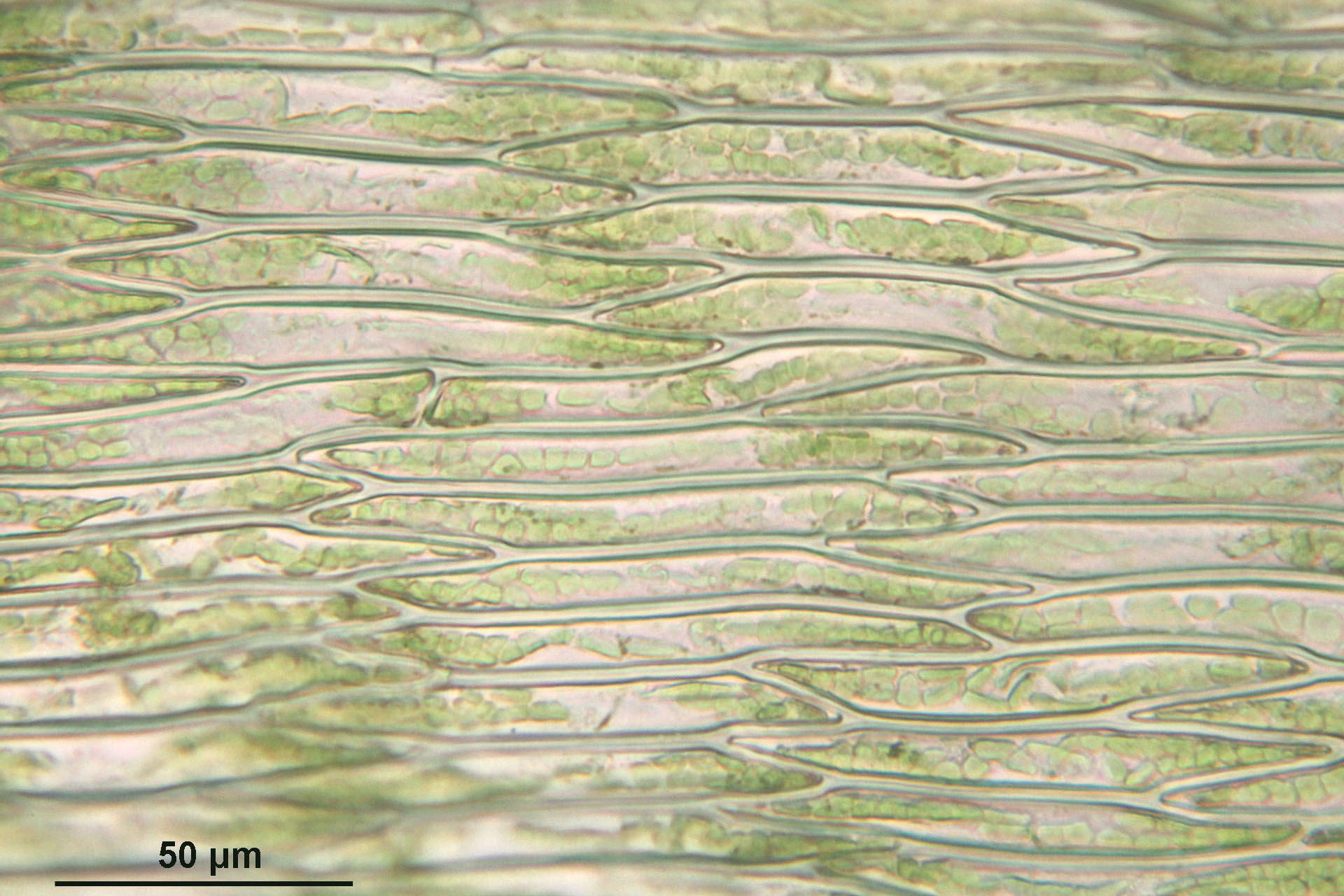
Réseau de cellules (très allongées)
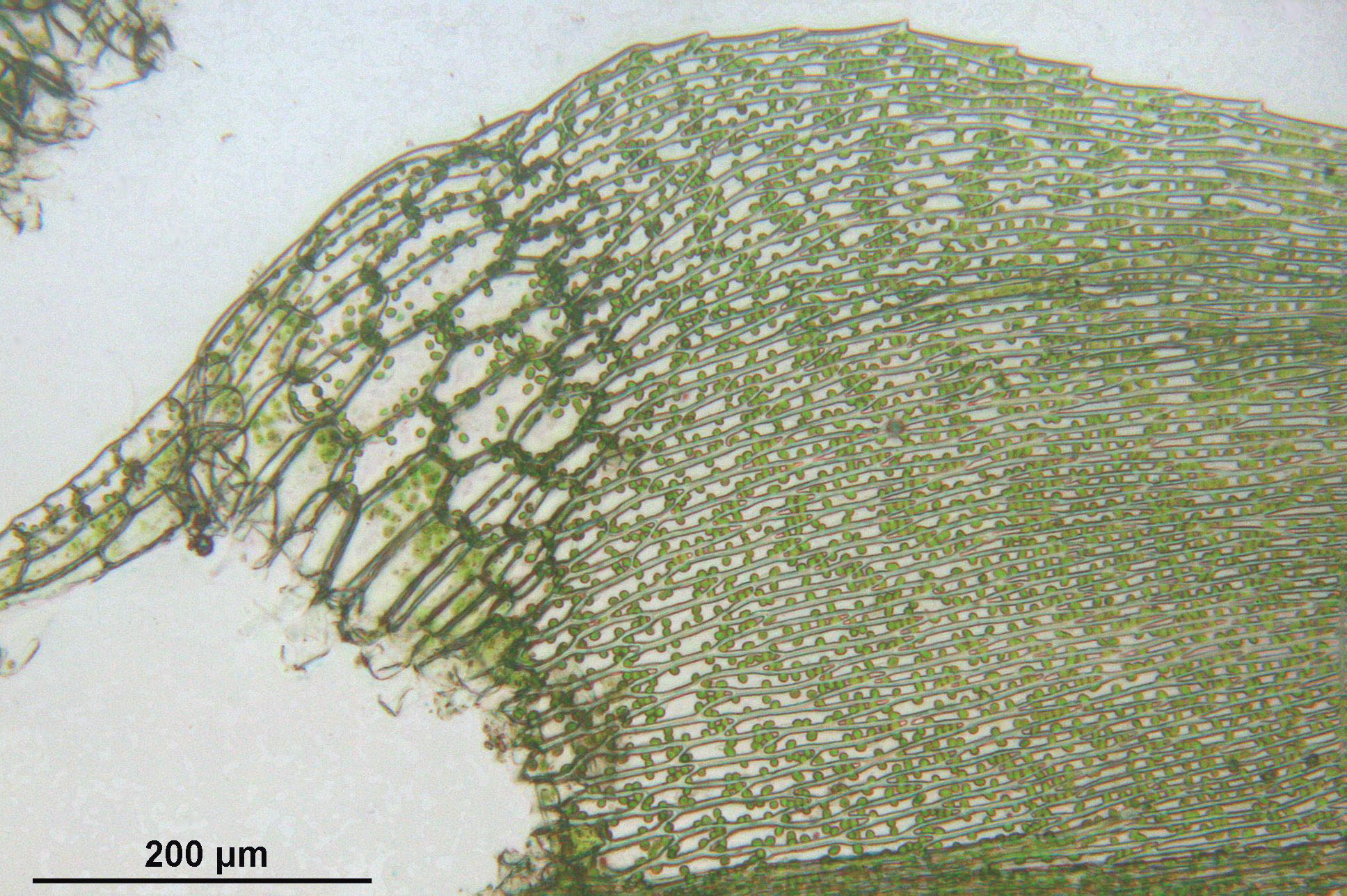
Détail

## Liste des variétés et sous-espèces
Selon The Plant List (6 septembre 2019) :
- variété Brachythecium rivulare var. fallax (M.T. Lange) Paris
- variété Brachythecium rivulare var. noveboracense (Grout) H. Rob.

Selon Tropicos (6 septembre 2019) (Attention liste brute contenant possiblement des synonymes) :
- sous-espèce Brachythecium rivulare subsp. colpophylloides Kindb.
- sous-espèce Brachythecium rivulare subsp. flavescens (Schimp.) Kindb.
- sous-espèce Brachythecium rivulare subsp. latifolium (Kindb.) Kindb.
- sous-espèce Brachythecium rivulare subsp. novae-brunsviciae Kindb.
- variété Brachythecium rivulare var. alare (Dixon) Vohra
- variété Brachythecium rivulare var. amoenum Jaap
- variété Brachythecium rivulare var. cataractarum Saut.
- variété Brachythecium rivulare var. chrysoleucon Spruce ex Dixon
- variété Brachythecium rivulare var. chrysophyllum Bagn.
- variété Brachythecium rivulare var. crassirameum Warnst.
- variété Brachythecium rivulare var. cuspidatum C.E.O. Jensen
- variété Brachythecium rivulare var. fallax (M.T. Lange) Paris
- variété Brachythecium rivulare var. flagellare Röll
- variété Brachythecium rivulare var. fluitans Lamy ex Husn.
- variété Brachythecium rivulare var. frigidum Mönk.
- variété Brachythecium rivulare var. gracile Broth.
- variété Brachythecium rivulare var. gracilescens Warnst.
- variété Brachythecium rivulare var. lamoillense Grout
- variété Brachythecium rivulare var. latifolium (Kindb.) Husn.
- variété Brachythecium rivulare var. laxum De Not.
- variété Brachythecium rivulare var. longifolium Bryhn
- variété Brachythecium rivulare var. nitidum Saut.
- variété Brachythecium rivulare var. noveboracense (Grout) H. Rob.
- variété Brachythecium rivulare var. obtusulum Kindb.
- variété Brachythecium rivulare var. paradoxum Herzog
- variété Brachythecium rivulare var. paraphyllosum Latzel
- variété Brachythecium rivulare var. pedemontanum (G. Roth) Bott.
- variété Brachythecium rivulare var. pinnatum Warnst.
- variété Brachythecium rivulare var. rivulare
- variété Brachythecium rivulare var. rugulosum Warnst.
- variété Brachythecium rivulare var. schiffneri Cypers
- variété Brachythecium rivulare var. schmiedlianum E. Bauer
- variété Brachythecium rivulare var. silvaticum (Warnst.) Warnst.
- variété Brachythecium rivulare var. striatum Głow.
- variété Brachythecium rivulare var. sublaxum H.A. Crum, Steere & L.E. Anderson
- variété Brachythecium rivulare var. subsphaerocarpon (De Not.) De Not.
- variété Brachythecium rivulare var. tenue Dixon
- variété Brachythecium rivulare var. turgescens Warnst.
- variété Brachythecium rivulare var. unbrosum Limpr.